# Saint-Michel-des-Saints
Saint-Michel-des-Saints är en kommun och tätort (centre de population) i provinsen Québec i Kanada. Den ligger i regionen Lanaudière, i den sydöstra delen av landet, 200 km nordost om huvudstaden Ottawa.